# هافی سایبائو ۳
هافی سایبائو۳ یک سدان کامپکت ۴ در است که توسط خودروساز چینی هافی تولید شده‌است. این طرح برای اولین بار در نمایشگاه خودروی ژنو ۲۰۰۵ به نمایش گذاشته شد.

## بررسی اجمالی

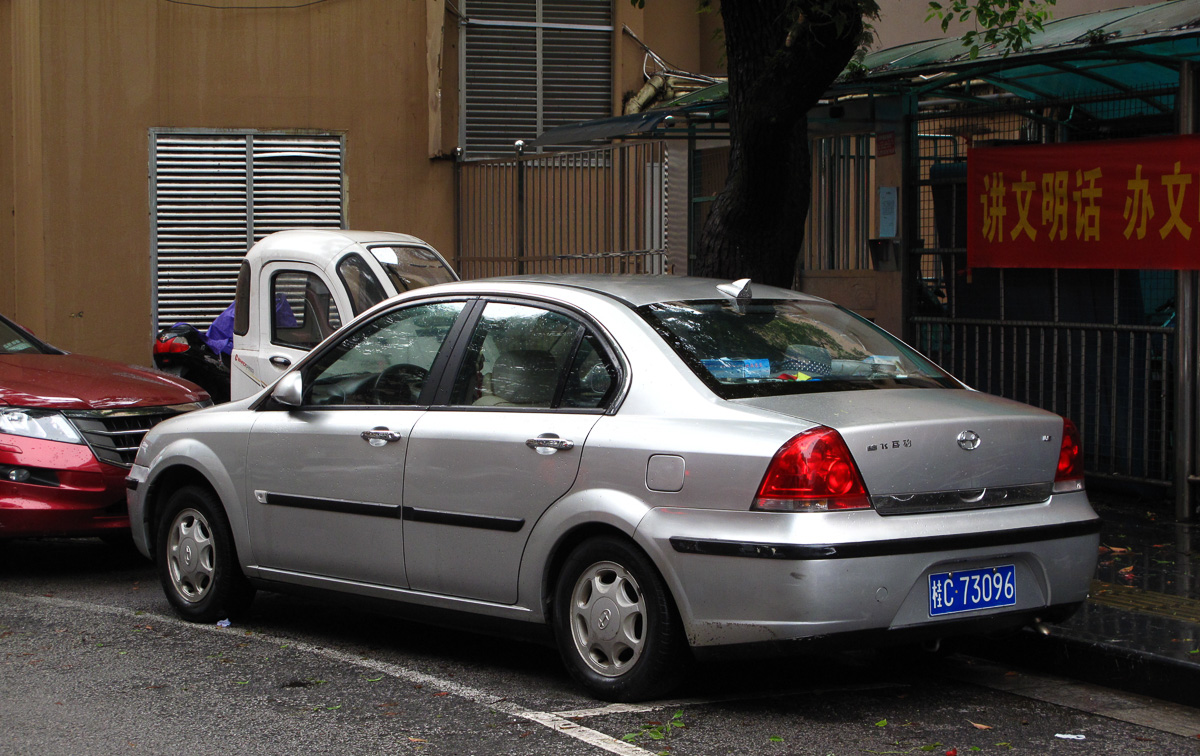
هافی سایبائو۳ (عقب)

هافی سایبائو۳ با یک موتور ۱٫۶ لیتری (۱۵۸۴ سی‌سی) بنزینی میتسوبیشی اوریون (4G18) با تولید ۱۰۱ اسب بخار قدرت و با گیربکس ۵ سرعته عرضه شد.